# Osteuropa
Osteuropa (укр. «Східна Європа») — німецький щомісячний журнал міждисциплінарних досліджень політики, економіки, суспільства, культури, історії країн Східної, Центральної Східної та Південно-Східної Європи.
Виходить у Берліні, випускається Берлінським науковим видавництвом. Був заснований в 1925 році німецьким істориком, публіцистом, перекладачем та політиком («піонером східних досліджень») Отто Гьотцшем. У 1939—1951 роках не виходив. Видання відновили в 1951 році, його очолив журналіст Клаус Менерт.
Колективним видавцем журналу виступає Німецьке товариство з вивчення Східної Європи (Deutsche Gesellschaft für Osteuropakunde). З 2002 року редакцію очолює історик і соціолог Манфред Заппер.
Багато матеріалів кожного номера мають відношення до України та Росії. Авторами є фахівці з Німеччини та інших країн.